# ジュゼッペ・ペアノ
ジュゼッペ・ペアノ（ペアーノ、伊: Giuseppe Peano、イタリア語発音:[dʒuˈzɛppe peˈaːno]、英語発音:[piˈɑːnoʊ], 1858年8月27日 – 1932年4月20日）は、イタリアの数学者、言語学者。自然数の公理系 （ペアノの公理）、ペアノ曲線、存在記号、包含記号の考案者として知られる。
人工言語の一つである無活用ラテン語を提唱したことでも知られる。

## 経歴
イタリアのピエモンテ州クーネオスピネッタで生まれ育った。トリノのリチェーオ・クラシコ・カヴール で教育を受け、1876年にトリノ大学に入学した。1880年、数学で学位を取って卒業した。最初にエンリコ・ドヴィディオの助手として働き、次に微分積分学教授であったアンジェロ・ジェノッキの下に移った。ジェノッキが体調を崩したため、2年間ペアノが微分積分学の講座を担当した。ペアノの最初の主要な作品に、微分積分学の教科書 Calcolo differenziale, e principii di calcolo integrale がある。1884年にジェノッキの名で発表された。数年後、論理学について扱った最初の書籍を発表した。現在も使用される和集合・積集合を表す記法が初めて現れた登場した作品であった。
ペアノはフリーメイソンの会員であった。入会時のロッジは知られていないが、1885年12月24日に社会学者ジョヴァンニ・レルダ（Giovanni Lerda, 1853 - 1927）が運営していたトリノのダンテ・アリギエーリロッジのマスターに就任した記録がある。

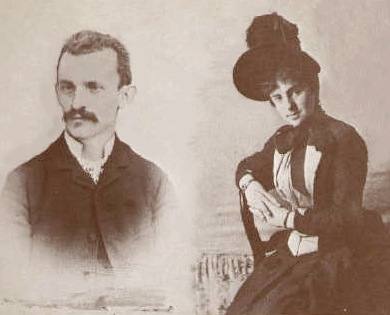
1887年のペアノ夫妻

1887年、トリノの画家ルイージ・クロージオの娘カローラ・クロージオ（Carola Crosio）と結婚した。1886年、イタリア王立陸軍士官学校に雇用され、1889年には第一クラスの教授に昇進した。同年、自然数の集合を形式的に特徴づけたペアノの公理を発表した。翌年、トリノ大学の正教授に就任した。ペアノ曲線は1890年にペアノが発表した最初の空間充填曲線の例であった。ペアノはこの曲線によって単位区間と単位正方形の濃度が等しいことを示した。昨今、ペアノ曲線はフラクタルとして知られるものの初期の一例としても認識されている。
1890年、 Rivista di Matematica 誌を創刊し、1891年1月に初号を発刊した。1891年に Formulario mathematico の執筆を始め、発明した記法を使って、既知の科学の公式・定理を網羅した「数学の辞典」とすることを目標とした。1897年、第一回国際数学者会議（ICM）がチューリッヒで開催された。ペアノは重要な参加者であり、論理学の論文を発表した。また他の仕事を疎かにするほど、Formulario の作成に没頭するようになった。
1898年、二進法学会にメモを投稿し、音声記号として二進法を使用できることを述べた。また、数式を一行で記すことを要求して印刷が遅れたことを理由に、自身で印刷機を購入してしまうほど、苛立ちを感じていた。
1900年、パリにて第二回ICMが開催されたが、先立ってペアノがパトロンの一人を務めた第一回国際哲学会議が開催されていた。ペアノは数学における「定義」の定義の問題を提起した。この作品はペアノの残りの人生における主たる関心事の一つとなった。また、バートランド・ラッセルと出会い、 Formulario のコピーを譲った。ラッセルはペアノの斬新な論理的記法に胸を打たれ、会議の後、"ペアノやその門弟の書いたすべての言葉を研究するため"一時期表舞台から身を引いた。
ペアノの門弟であるマリオ・ピエリやアレッサンドロ・パドアも哲学会議にて論文を提出している。ペアノはICMでは講演を行わなかったが、パドアの講演は印象的で、後年にも度々言及された。数学的（かつ商業的）なアイデアの拡散を促進するための「国際補助語」の作成の呼びかけにおいて、ペアノは全面的な支持を行った。
1901年までに、ペアノは数学のキャリアの頂点を迎えた。解析学や基礎論、論理学分野を発展させ、微分積分学の教育において貢献を果たしたほか、微分方程式やベクトル解析にも貢献した。数学の公理化では重要な役割を担い、数理論理学の発展の先駆者となった。この段階までに、ペアノは Formulario に深く関わるようになり、一方で教育において支障をきたすようになった。ペアノは授業で新しい記法を教えることに熱心になるあまり、微分積分学の内容を軽視した。その結果、王立士官学校の職を失ってしまった。
1903年、ペアノは無活用ラテン語と呼ばれる国際補助語を発表した。これは後に Interlingua と称され、国際補助語協会のインターリングアの前駆となった。無活用ラテン語の開発はペアノにとって Formulario の寄稿者を見つけることと同程度に重要な計画であった。当時広く知られていたラテン語の語彙を使い、できる限り文法を平易にし、学習を簡単にするために全ての例外を排除した。1908年1月3日、トリノ科学アカデミーにて論文をラテン語で読み上げ、それぞれの簡略化を説明しつつ、最後には全て無活用ラテン語で講演した。
1908年はペアノにとって重要な年であった。Formulario の最終巻が出版された。4200の公式と定理を無活用ラテン語で述べ、その全てが証明されている。しかし、内容の多くは当世風でなかったのであまり注目されなかった。同年、トリノ大学の高等解析学の教授職を得て2年間務めた。インターリングア学会役員に選出された。この学会は以前イディオム・ネウトラルを開発していたが、これを放棄することを決め、ペアノの無活用ラテン語を採用した。
1910年に母が没し、教育や教科書作成、国際補助語の開発と推進に対してより多くの時間を割けるようになった。国際補助語運動に参加した人物らから尊敬を集めた。ペアノはアッカデーミア・デイ・リンチェイ会員の立場を利用して、会員でない友人や同僚の執筆した論文を発表した（リンチェイはこの期間に投稿された論文をすべて記録・発表した）。
1913年から1918年までの間、ペアノは様々な数値積分法の剰余項を扱った論文を幾つか発表した。また、ペアノ核を導入した。
1925年、ペアノは微分積分学から Complementary Mathematics へ自身の教授職を非公式に移した。1931年、この移動が正式に認められた。死の前日までトリノ大学で講義をしていたが、心臓発作で没した。

## 略歴
- 1881: 最初の論文を発表

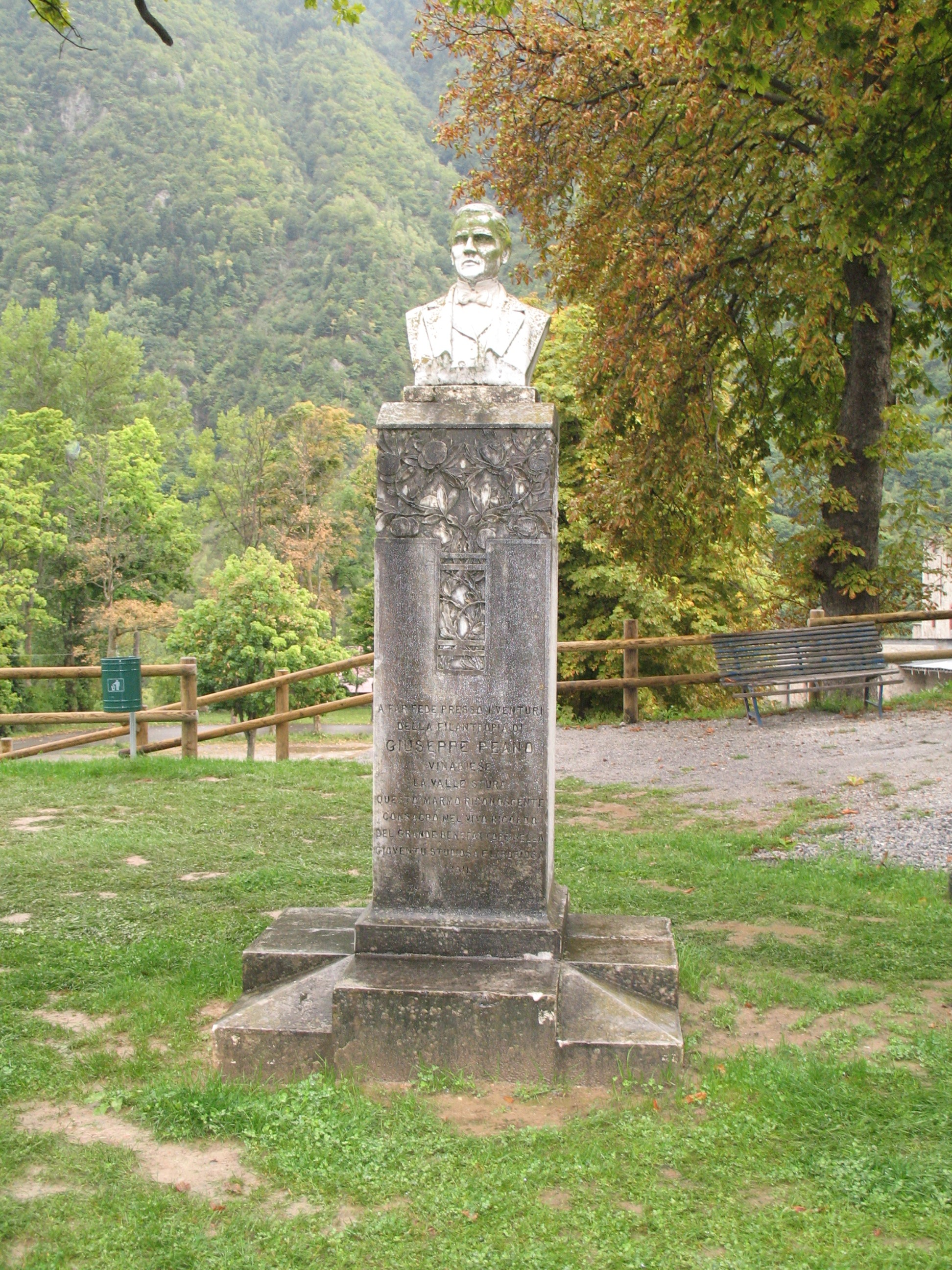
ヴィナーディオにあるペアノの記念像

- 1884: Calcolo Differenziale e Principii di Calcolo Integrale 発表[18]
- 1887: Applicazioni Geometriche del Calcolo Infinitesimale 発表[19]
- 1889: イタリア王立士官学校第一クラス教授
- 1889: Arithmetices principia: nova methodo exposita 発表[20]
- 1890: トリノ大学の微分積分学員外教授
- 1891: トリノ科学アカデミー（イタリア語版）会員
- 1893: Lezioni di Analisi Infinitesimale 1,2巻発表[21]
- 1895: 正教授に昇進
- 1901: 聖マウリッツィオ・ラザロ勲章騎士
- 1903: 無活用ラテン語の発表
- 1905: イタリア王冠勲章（イタリア語版）騎士、アッカデーミア・デイ・リンチェイ会員
- 1908: Formulario mathematico（英語版） 5巻、最終巻発表
- 1917: イタリア王冠勲章将校
- 1921: イタリア王冠勲章司令官

## 著書

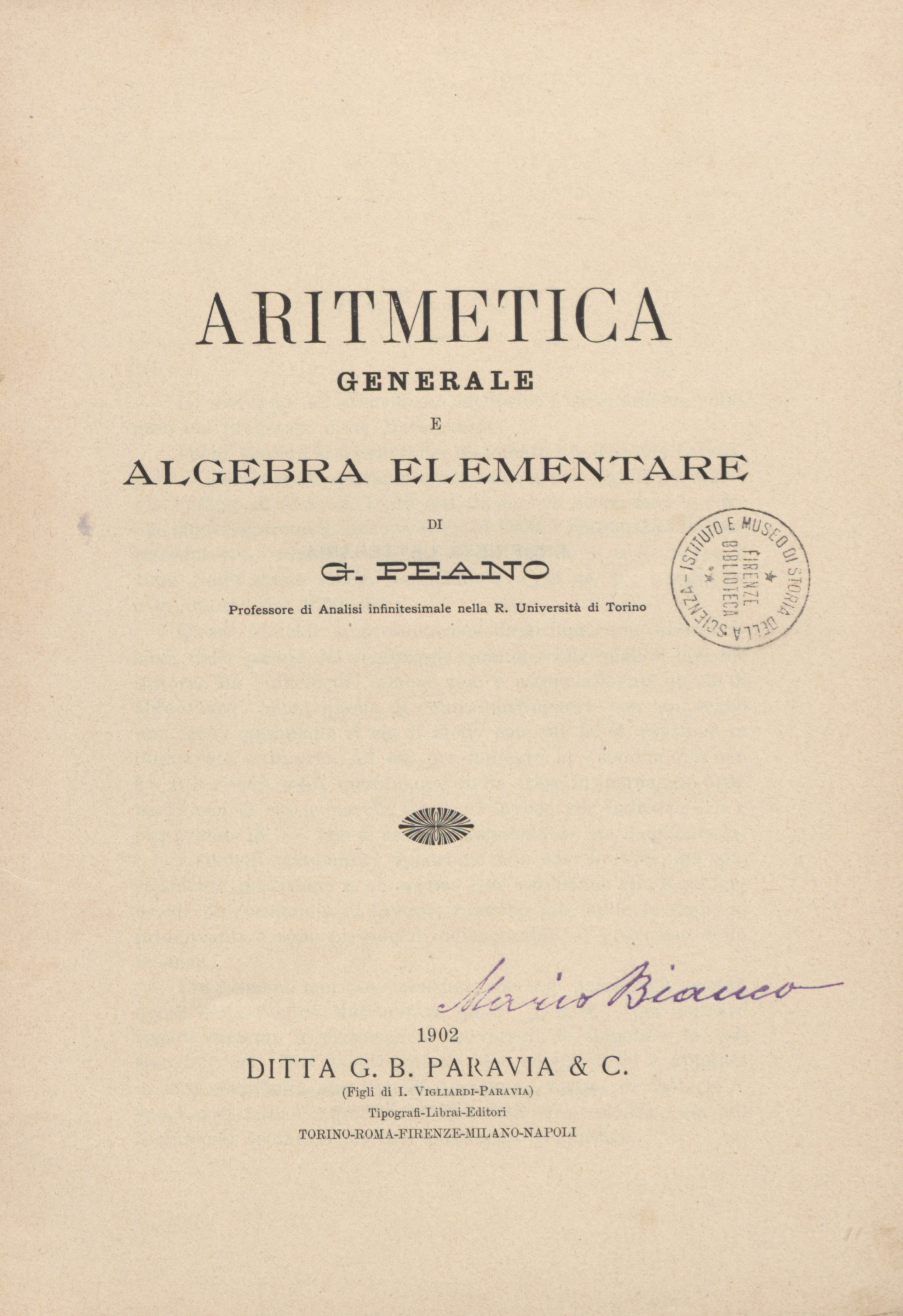
Aritmetica generale e algebra elementare, 1902

- ペアノ『数の概念について』小野勝次・梅沢敏郎訳・解説、共立出版〈現代数学の系譜 2〉、1969年8月。ISBN 4-320-01155-4。